# Diádoco de Fótice
Diádoco de Fótice (griego: Διάδοχος Φωτικής; 400-474 d. C.)  es un autor de la época patrística de la Iglesia católica anterior al cisma de Oriente, contemporáneo del Papa León Magno y que participó en el concilio de Calcedonia que contribuyó a la espiritualidad y ascetismo cristiano.

## Vida
Diádoco, obispo de Fótice en el Epiro, es uno de los grandes ascetas del siglo V. Se sabe poco de su vida. Focio menciona al «obispo de Fótice, Diadoco de nombre», entre los adversarios de los monofisitas en la época del concilio de Calcedonia (451). Es recordado como anti monofisita y se le identifica como uno de los firmantes de una carta de solidaridad calcedonense. Su firma aparece en una misiva dirigida al emperador León por los obispos del Epiro, después del asesinato del obispo Proterio de Alejandría a manos de los monofisitas, en el año 457. Probablemente murió hacia el año 468.

## Obras
Su obra más importante es Los cien capítulos gnósticos un manual de ascetismo que tiene gran importancia para la historia de la espiritualidad y misticismo cristiano. En ella, el autor no sólo muestra la verdadera vía hacia la perfección, sino que también se esfuerza por distinguir entre los medios verdaderos y falsos para alcanzarla, clarificar conceptos y eliminar ideas erróneas. De este modo, su obra constituye también un ataque contra el mesalianismo, movimiento pietista condenado en el concilio de Éfeso (431), que sostenía que, a consecuencia del pecado de Adán, todos tenían un demonio unido sustancialmente a su alma, y que este demonio, al cual el bautismo no lograba expulsar, solo podía ser completamente exorcizado mediante una oración incesante.
Otras obras son: la Homilía sobre la Ascensión (también conocida como Discurso sobre la Ascensión de Nuestro Señor Jesucristo), la cual concluye con una enérgica refutación del monofisismo. La Visión (también títulada La Visión de san Diádoco, obispo de Fótice en el Epiro), atribuida a Diádoco de Fótice; y la Catequesis, obra atribuida pseudoepigráficamente, que se presume fue escrita por Simeón el Nuevo Teólogo, quien la habría puesto bajo el nombre de Diádoco, su padre espiritual, aunque otros sostienen que no es de Simeón.

## Ediciones
- Diádoco de Fotice, Obras completas, ed. Ciudad Nueva, Madrid, 1999.
- Diádoco de Fotice, Following the Footsteps of the Invisible: The Complete Works of Diadochos of Photikë, ed. Cliff Ermatinger, Collegeville (MN), 2010.